# Oswald Gette
Oswald Gette (ur. 30 czerwca 1872 w Ruhland, zm. 1941) – niemiecki malarz.
Mieszkał w Berlinie, tam też studiował w Akademii Sztuk Pięknych. Jego nauczycielami byli: Hans Gude, Walter Leistikow, Eugen Bracht, Karl Hagemeister i Albert Hertel. Po raz pierwszy zaprezentował swoje prace na Wielkiej Wystawie Sztuki w Berlinie w 1894 roku. Od 1905 roku regularnie brał udział w berlińskich Wystawach Sztuki eksponując obrazy olejne, pastele, tempery i rysunki. Jego pejzaże zdobiły wnętrza siedziby Landtagu i ratuszy w dzielnicy Schöneberg i Wilmersdorf w Berlinie. Prace artysty znajdują się w zbiorach Muzeum Prus Zachodnich w Warendorf i w kolekcji Muzeum im. ks. dr. Władysława Łęgi w Grudziądzu.